# 短鳍鱼龙属
短鰭魚龍（學名：Brachypterygius）是魚龍目大眼魚龍科扁鰭魚龍亞科的一屬，生存於侏儸紀晚期，化石發現於英格蘭與俄羅斯的歐洲部分。在1922年，弗雷德里克·馮·休尼（Friedrich von Huene）命名這個新屬，模式種是Brachypterygius extremus。正模標本發現於英格蘭巴斯的啟莫里黏土層，地質年代為侏羅紀晚期的啟莫里階。在1976年，McGowan命名格蘭道魚龍（Grendelius mordax），化石發現於英格蘭諾福克郡的啟莫里階地層。在1997年，McGowan將格蘭道魚龍改歸類為短鰭魚龍的一個種（B. mordax），並將發現於英格蘭多塞特郡啟莫里階地層的魚龍類化石，編入於此種。
在1998年，VM. Efimov將發現於俄羅斯窩瓦河流域烏里揚諾夫斯克的一個魚龍類化石，命名為新屬Otschevia pseudoscythia，地質年代為提通階晚期。在1998年，Arkangelsky將發現於俄羅斯薩拉托夫提通階地層的魚龍類化石，命名為新種B. zhuravlevi。在2000年，其他研究人員提這兩個俄羅斯新種是相同物種，因此統合為B. pseudoscythius。因此格蘭道魚龍（Grendelius）與Otschevia被認為是短鰭魚龍的次異名。
短鰭魚龍屬於大眼魚龍科，是扁鰭魚龍與Caypullisaurus的近親。在2010年，Maisch將俄羅斯侏羅紀晚期地層的Ochevia alekseevi、英格蘭白堊紀早期地層的魚龍類化石，都編入於短鰭魚龍屬。